# Betty Grable
Elizabeth Ruth Grable, conhecida como Betty Grable (St. Louis, 18 de dezembro de 1916 – Santa Monica, 2 de julho de 1973), foi uma dançarina, cantora e atriz estadunidense.
Ela participou de mais de 50 filmes e, durante a década de 1940, foi uma das atrizes mais bem pagas de Hollywood, consolidando-se como uma das grandes estrelas da 20th Century Fox. Também se destacou como uma das pin-ups mais populares da Segunda Guerra Mundial. Sua famosa foto em traje de banho, olhando para trás sobre o ombro direito, foi eleita pela revista Time uma das "100 imagens mais influentes de todos os tempos". A foto foi, ainda, incluída numa lista compilada pela revista Life em 2003, entre “as 100 fotografias que mudaram o mundo”.
Apesar de seus êxitos, Grable sempre se mostrou modesta e franca quanto aos seus talentos artísticos. Ela costumava admitir que não era “a melhor bailarina ou cantora do mundo”. Os filmes em que participou arrecadaram mais de 100 milhões de dólares, segundo o Departamento do Tesouro dos Estados Unidos. Suas pernas foram seguradas pelo estúdio por US$ 1 milhão como um golpe publicitário. Descrevendo sua carreira no cinema, Grable afirmou: "Eu me tornei uma estrela por duas razões, e estou de pé sobre elas". Estima-se que ela tenha ganho mais de US$ 3 milhões ao longo de sua carreira.

## Infância
Betty Grable nasceu Elizabeth Ruth Grable em 18 de dezembro de 1916, em Saint Louis, no Meio-Oeste americano. Ela era a caçula de três filhos do casal Lillian Rose (née Hofmann; 1889-1964) e John Charles Grable (1883-1954), um corretor da bolsa. Ela tinha ascendência holandesa, irlandesa, alemã e inglesa. O apelido de "Betty" ela ganhou ainda criança. Apesar de seu sucesso, ela sofria de demophobia, medo de multidões, e era sonâmbula.

## Carreira

### 1929–1939: Início de carreira

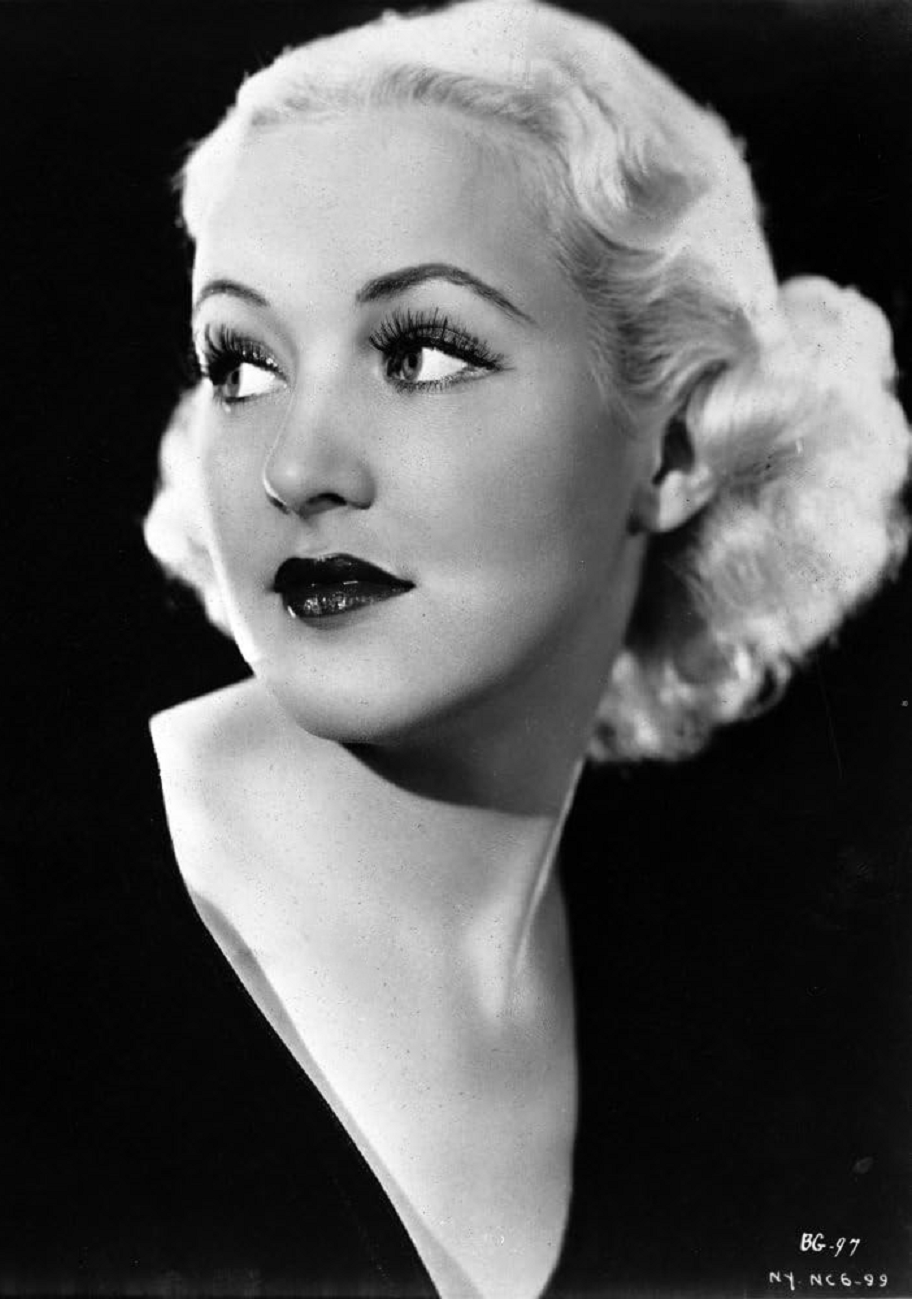
Foto publicitária de Betty Grable, 1935.

Grable e sua mãe viajaram para Hollywood em 1929, logo após a quebra da bolsa de valores de Nova York, na esperança de alcançar o estrelato. Sua mãe nunca mediu esforços para que sua filha se tornasse famosa, falsificando inclusive sua identidade para arranjar um contrato. Aos 12 anos, a jovem já atuava em Dias Felizes (1929), com o rosto cheio de maquiagem e cabelos loiro-platinados, um visual que ela manteve ao longo de sua vida. Isso acabou levando-a a pequenos papéis em A Caminho de Hollywood (1930) e em curtas-metragens publicitários para a 20th Century Fox.
Em 1930, aos 13 anos, Grable iniciou uma parceria com a produtora de Samuel Goldwyn, tornando-se uma das primeiras Goldwyn Girls, e apareceu em uma série de pequenos papéis em filmes, incluindo o megassucesso Whoopee! (1930), estrelado por Eddie Cantor. Apesar de não ter recebido crédito por sua atuação, ela conduziu o número musical de abertura do filme, intitulado "Cowboys". Em 1932, assinou um contrato com a RKO Pictures. Seu primeiro filme para o estúdio, Probation (1932), lhe deu o primeiro papel creditado no cinema. Nos anos seguintes, porém, ela voltou a ser relegada a papéis menores e sem créditos em uma série de filmes, muitos dos quais se tornaram sucessos mundiais, como o sucesso de 1933, Cavalgada. Grable obteve papéis maiores em A Alegre Divorciada (1934) e Nas Águas da Esquadra (1936), dois filmes musicais estrelados pelos populares Fred Astaire e Ginger Rogers.
No final dos anos 1930, Grable assinou com a Paramount Pictures, que a emprestou para a 20th Century-Fox para co-estrelar uma comédia adolescente chamada Loucuras de Estudantes (1936). No entanto, seu desempenho foi ignorado pelo público e pela crítica, em favor da recém-chegada Judy Garland. Quando voltou para a Paramount, iniciou uma nova fase em sua carreira. O estúdio a lançou em uma série de filmes universitários, na maioria das vezes interpretando personagens ingênuas e pouco inteligentes. Entre esses filmes estão Amor Entre Bastidores (1937) e Jazz Academia (1938). Embora Grable desempenhasse papéis principais nessas produções, isso a levou a cair no estereótipo da "loira burra", inocente e não tão brilhante.
Em 1939, ela apareceu ao lado de seu então marido, Jackie Coogan, em Million Dollar Legs, um filme B cujo famoso título se tornou uma referência para Grable. A comédia não alcançou o sucesso esperado pela Paramount, que então liberou Grable de seu contrato. A atriz, que estava se preparando para deixar Hollywood e levar uma vida mais simples, mudou de ideia quando recebeu a chance de brilhar na Broadway. Ela aceitou a oferta de Buddy DeSylva para estrelar o musical DuBarry Was a Lady, ao lado de Ethel Merman. A peça foi um sucesso de crítica e público e marcou um marco importante em sua carreira.

### 1940–1949: Estrelato na Fox

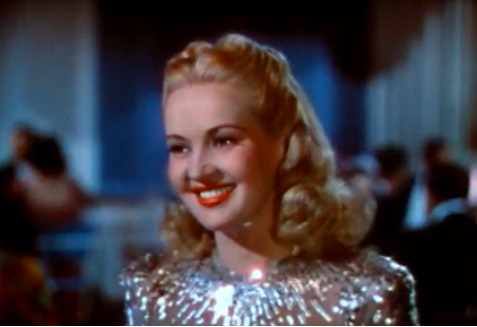
Betty Grable em Serenata Tropical (1940).

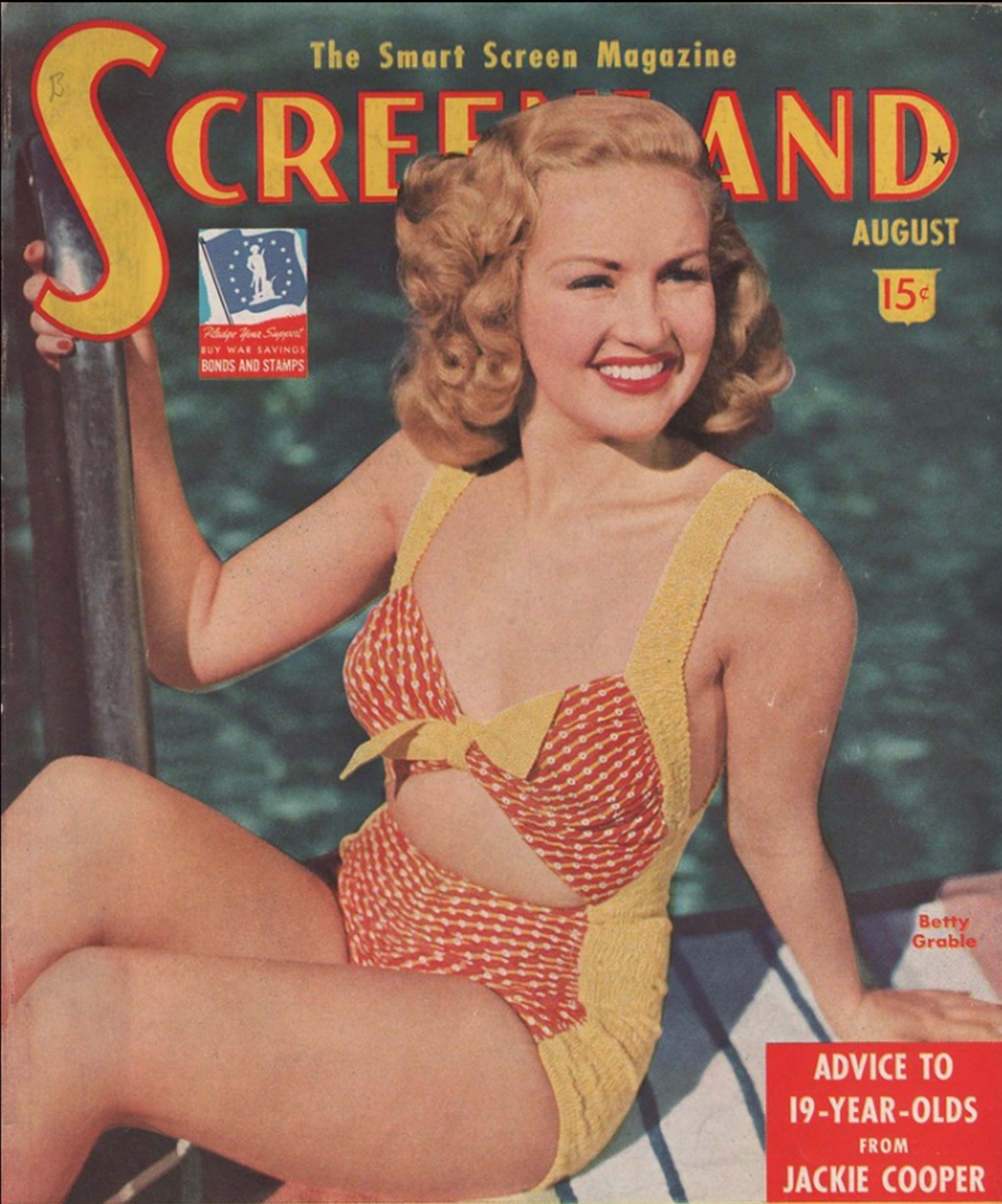
Betty Grable foi capa da revista Screenland, agosto de 1942.

Em uma entrevista de 1940, Grable afirmou que estava "cansada" do show business e pensava em se aposentar. Porém, o sucesso de DuBarry Was a Lady chamou a atenção de Darryl F. Zanuck, chefe da 20th Century-Fox, que lhe ofereceu um contrato de longo prazo. "Se isso não é sorte, eu não sei o que você chamaria disso", disse ela em sua primeira entrevista depois de assinar com o estúdio. Zanuck, impressionado com seu desempenho no musical de Buddy DeSylva, deu-lhe o papel principal no filme Serenata Tropical (1940). O papel havia sido inicialmente atribuído a Alice Faye, a estrela preferida dos musicais da Fox, mas Faye teve de recusar devido a problemas de saúde não esclarecidos. Após analisar o teste de tela de Grable, Zanuck substituiu Faye por ela no filme. A comédia musical em Technicolor foi co-estrelada por Don Ameche e Carmen Miranda. O desempenho de Grable em Down Argentine Way é considerado um dos destaques do filme, que foi um sucesso de crítica, arrecadando US$ 2 milhões de bilheteira em seu lançamento, e muitos críticos proclamaram Grable como a sucessora natural de Faye. O sucesso do filme levou o estúdio a escalá-la para A Vida é uma Canção (1940). Ao longo dos anos, boatos sobre uma rivalidade entre Grable e Faye durante as filmagens surgiram, mas ambas sempre negaram tais rumores.
Após Tin Pan Alley, Grable voltou a trabalhar com Don Ameche em Sob o Luar de Miami (1941), que também contou com Carole Landis no elenco. No mesmo ano, a Fox tentou ampliar o público de Grable, lançando-a em dois filmes com enredos bem diferentes daqueles em que ela havia atuado anteriormente. O primeiro, Um Yankee na R.A.F. (lançado em setembro), foi co-estrelado por Tyrone Power. O filme seguiu o padrão de outros filmes da época da Segunda Guerra Mundial, mas não foi considerado um filme de propaganda pelo estúdio. Na época de seu lançamento, A Yank in the R.A.F. recebeu críticas positivas, com muitos críticos destacando a química na tela entre Grable e Power. Foi também um grande sucesso de bilheteira, tornando-se o quarto filme mais popular daquele ano. O segundo filme, Quem matou Vicki? (lançado em novembro), ofereceu a Grable sua segunda parceria com Carole Landis e também co-estrelou Victor Mature. Dirigido por H. Bruce Humberstone, este noir em preto e branco foi bem avaliado pela maioria dos críticos e teve um sucesso financeiro razoável.
A fama de Grable continuou a crescer quando ela estrelou A Canção do Havaí, ao lado de Victor Mature e Jack Oakie. No mesmo ano, ela integrou o elenco de Rapsódia da Ribalta, co-estrelado por John Payne, no qual interpretou uma estrela glamorosa da Broadway. A Fox então começou a desenvolver o roteiro de um filme baseado no romance Second Honeymoon, de Philip Wylie, e o resultado foi a comédia musical Minha Secretária Brasileira (1942), dirigida por Irving Cummings, com John Payne como seu par romântico. O elenco também incluía Cesar Romero e Carmen Miranda, e seu futuro marido, Harry James, também participou do longa. O filme foi um sucesso imediato, arrecadando mais de US$ 2 milhões em bilheteira.  O sucesso levou a Fox a aumentar seu salário e dar-lhe maior liberdade na escolha dos filmes que faria.
Em 1943, Grable foi eleita, por sorteio, a número um de bilheteira pelos espectadores do cinema americano; ela superou Bob Hope, Gary Cooper, Greer Garson, Humphrey Bogart e Clark Gable em popularidade. Seu filme seguinte, Turbilhão, lançado em junho de 1943, foi um tecnicolor coestrelado por George Montgomery. O filme arrecadou mais de US$ 3,5 milhões de bilheteira e foi bem recebido pela crítica. Rosa, A Revoltosa (1943) também foi bem-sucedido nas bilheteiras, embora não tenha conquistado o mesmo reconhecimento da crítica. O sucesso de Grable como pin-up girl alavancou sua carreira como estrela de cinema, fazendo com que o chefe do estúdio Fox, Darryl F. Zanuck, manifestasse interesse em expandir seu alcance como atriz. Apesar de a qualidade de seus filmes ser muitas vezes questionada, suas produções eram imensamente populares.

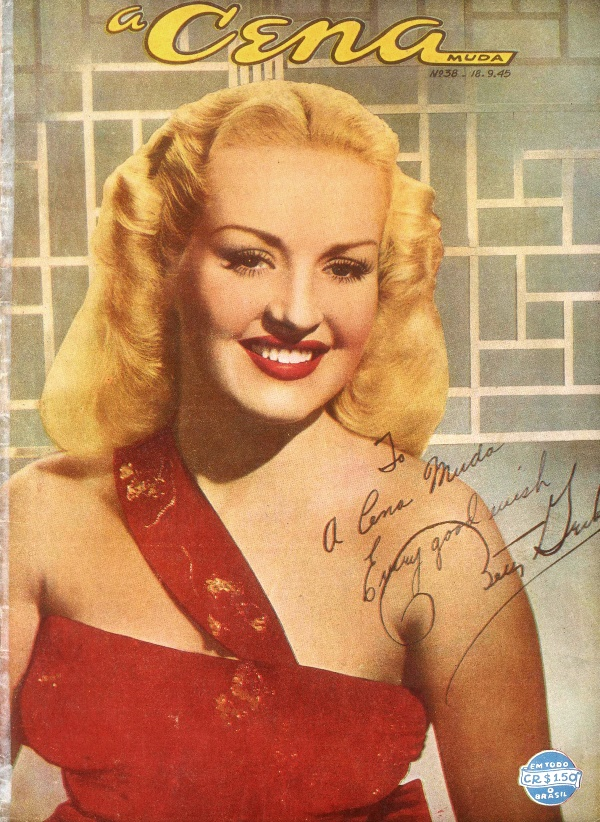
Betty Grable na capa da revista A Cena Muda, 1945.

Com o fim da guerra, Grable segurou suas pernas no Lloyd's de Londres por uma cifra considerada gigantesca: US$ 1.000.000 por perna. Após dar à luz sua filha, ela retornou ao estúdio para estrelar Diamond Horseshoe (1945), ao lado de Dick Haymes e Phil Silvers. Após As Irmãs Dolly (1945), nenhum de seus novos filmes conseguiu repetir o sucesso dos anteriores. Depois de cinco anos de trabalho constante, Grable tirou férias prolongadas. No entanto, ela voltou brevemente para as filmagens de A Professora Se Diverte (1946), onde fez uma participação como fã do personagem de seu marido, Harry James. Grable estava relutante em retornar ao cinema, mas a Fox, desesperada por sua volta, precisou do seu talento para manter o estúdio financeiramente estável. Sem seus filmes de sucesso, que geravam grandes lucros, a Fox enfrentava dificuldades para se manter à tona.
O filme Sua Alteza, a Secretária (1947), no qual ela interpreta Cynthia Pilgrim, uma estudante universitária, não conseguiu recuperar o investimento financeiro esperado pelo estúdio. Seu próximo filme, ...E os Anos Passaram (1947), de Walter Lang, foi lançado em setembro de 1947 e coestrelado por Dan Dailey. O enredo conta a história de dois velhos artistas de vaudeville que relembram o auge de suas carreiras por meio de uma série de flashbacks. O filme foi aclamado pela crítica e se tornou um sucesso de bilheteira, arrecadando cerca de US$ 5 milhões. Em 1948, Grable foi escalada para A Condessa Se Rende, filme no qual Jeanette MacDonald e Gene Tierney haviam sido consideradas para o papel. Ela coestrelou com Douglas Fairbanks Jr., e a direção ficou inicialmente a cargo de Ernst Lubitsch. Contudo, após a morte prematura de Lubitsch durante a produção, Otto Preminger assumiu a direção. Durante as filmagens, Grable teve dificuldades tanto com Fairbanks quanto com Preminger, chegando a abandonar o set em diversas ocasiões. No entanto, seguindo os conselhos de seu agente, ela retornou para concluir as filmagens. Quando o filme foi finalmente lançado, recebeu críticas mistas e não gerou a receita esperada pelo estúdio.
No mesmo ano, Grable foi escalada para Quando o Amor Sorri, ao lado de Dan Dailey. Por sua atuação no longa, Dailey recebeu uma indicação ao Oscar, a única de sua carreira. Para fechar a década, Grable estrelou Essa Loira é um Demônio (1949). Embora o elenco fosse composto por Cesar Romero e Rudy Vallée, o filme foi duramente criticado, mas, ao contrário do que muitos pensam, obteve um sucesso razoável de bilheteira.

### 1950–1955: Declínio e últimos filmes

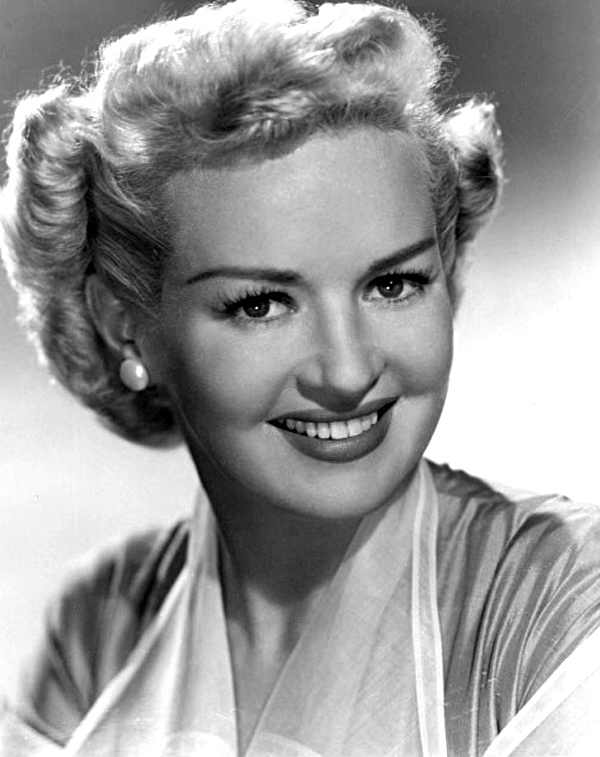
Betty Grable em Minha Cara Metade, 1951.

Grable com Marilyn Monroe e Lauren Bacall em uma cena do filme Como Agarrar um Milionário, 1953.

Desde 1942, Grable figurava entre as "10 estrelas mais rentáveis do cinema". Ela chegou ao 1º lugar em 1943 e ficou em segundo lugar em 1947 e 1948. Em 1947, Grable foi a atriz mais bem paga dos Estados Unidos, ganhando cerca de 300 mil dólares no ano — uma quantia fenomenal para a época. Em 1949, embora ainda estivesse entre os dez primeiros, ela caiu da segunda para a sétima posição. A Fox ficou preocupada com a possibilidade de Grable estar se tornando "coisa do passado". O chefe de produção do estúdio, Darryl F. Zanuck, adaptou Noiva que não Beija para adequar-se aos talentos dela. O filme era um remake de seu antigo sucesso, Turbilhão. Apesar da semelhança no enredo, o novo filme contou com canções inéditas e números de dança coreografados para modernizá-lo. Noiva que não Beija foi lançado em maio de 1950 e foi um sucesso de bilheteira, apesar das críticas menos favoráveis. Seu filme seguinte, A Cegonha Demora-se, lançado em dezembro de 1950, também foi estrelado ao lado de Dan Dailey e igualmente bem-sucedido financeiramente. Em 1950, Grable recuperou seu status como a mulher mais popular do cinema americano, ficando em quarto lugar geral, atrás apenas de John Wayne, Bob Hope e Bing Crosby.
Embora, no início da década de 1950, Grable estivesse à procura de originalidade nos roteiros oferecidos a ela, não teve sorte em encontrar personagens que realmente desejasse interpretar. Relutantemente, ela concordou em fazer Minha Cara Metade (1951), novamente com Dan Dailey. O filme foi um sucesso moderado e rapidamente seguido por Ao Cair do Pano (1951), coestrelado por Macdonald Carey, Rory Calhoun e Eddie Albert. O filme recebeu críticas favoráveis da maioria dos críticos e foi um sucesso de bilheteira. Em 1952, Grable começou a renegociar seu contrato com a Fox. Ela pediu um salário maior e a opção de fazer apenas os filmes que quisesse. O estúdio se recusou a atender suas exigências e, como resultado, ela deixou a companhia. Grable foi substituída por Marilyn Monroe na adaptação cinematográfica de Os Homens Preferem as Loiras.
Depois de um ano longe das telas, Grable reconciliou-se com a Fox e concordou em estrelar um remake musical de A Vida É uma Canção, intitulado The Farmer Takes a Wife (1953). O filme foi uma tentativa do estúdio de recapturar o auge de Grable como maior estrela da casa, mas, embora ela fizesse par romântico com o popular Dale Robertson, o filme foi um fracasso tanto crítico quanto de bilheteira. Ela estrelou, em seguida, Como Agarrar um Milionário (1953), ao lado de Marilyn Monroe e Lauren Bacall. Durante a produção, surgiram rumores de que Grable e Monroe não se davam bem. Grable, cuja carreira estava em declínio, foi sendo substituída por Monroe como a nova estrela da Fox e possivelmente sua sucessora oficial. Apesar dos rumores, ambas desmentiram qualquer desavença e foram vistas juntas em alguns eventos no ano seguinte ao lançamento do filme. How to Marry a Millionaire foi um triunfo de bilheteira, arrecadando cerca de US$ 8 milhões. Esse foi também o último grande sucesso de Grable com o estúdio.

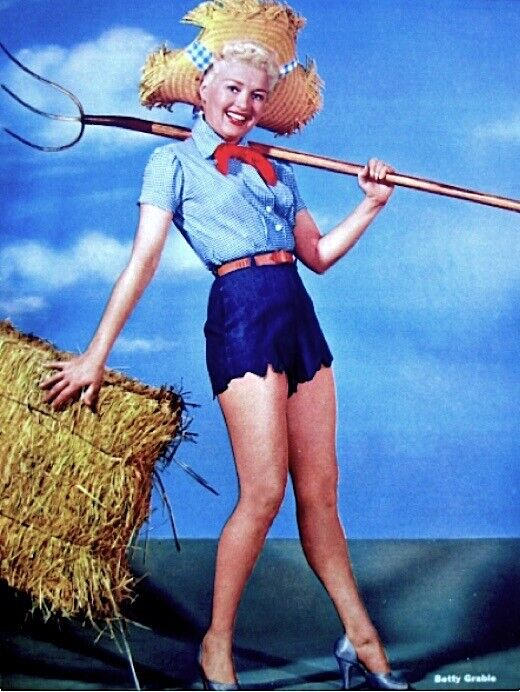
Foto promocional do filme How to Be Very, Very Popular, 1955.

Após recusar um papel principal em O Mundo da Fantasia, Grable teve seu contrato suspenso novamente pela Fox e foi substituída por Ethel Merman. Em um esforço para evitar um processo, ela rancorosamente concordou em voltar à Fox para completar mais dois filmes. O primeiro, Aposenta-se um Marido (1955), com Jack Lemmon e Marge e Gower Champion, teve um sucesso razoável de bilheteira, especialmente no exterior. Em seguida, ela concordou em fazer Como Usar as Curvas (1955), já como artista freelancer, sob a garantia de que Marilyn Monroe seria sua coestrela. No entanto, Monroe desistiu da produção e foi substituída por Sheree North. O lançamento do filme foi cercado por uma enorme campanha publicitária, mas, apesar disso, não conseguiu justificar o investimento feito pela Fox. Muitos críticos se queixaram da falta de química entre Grable e North. No entanto, o filme tornou-se um sucesso de bilheteira, arrecadando mais de US$ 3,7 milhões. Depois disso, Grable disputou o papel de Miss Adelaide em Garotos e Garotas (1955), mas perdeu o personagem para a atriz Vivian Blaine.
Em 1955, com o fim de seu contrato com a Fox, Grable se aposentou das telas do cinema, embora continuasse se apresentando nos palcos e na televisão. Sobre sua decisão de não renovar seu contrato com o estúdio, a atriz relatou em uma entrevista na Europa em 1960: "A era dos grandes musicais não poderia durar eternamente", e por isso decidiu deixar a carreira no cinema.
Por volta de 1969, Grable decidiu aceitar o convite para ser a estrela principal do musical The Peaceful Palace em Londres. A peça, no entanto, foi um fracasso e ficou poucos dias em cartaz. Uma nova oportunidade surgiu em 1972, quando recebeu um convite para estrelar a nova versão do musical No, No, Nanette na Austrália. Grable deveria embarcar no início de maio daquele ano, mas, poucos dias antes da viagem, precisou cancelá-la ao descobrir que estava com câncer de pulmão.

### Cartaz de Frank Powolny

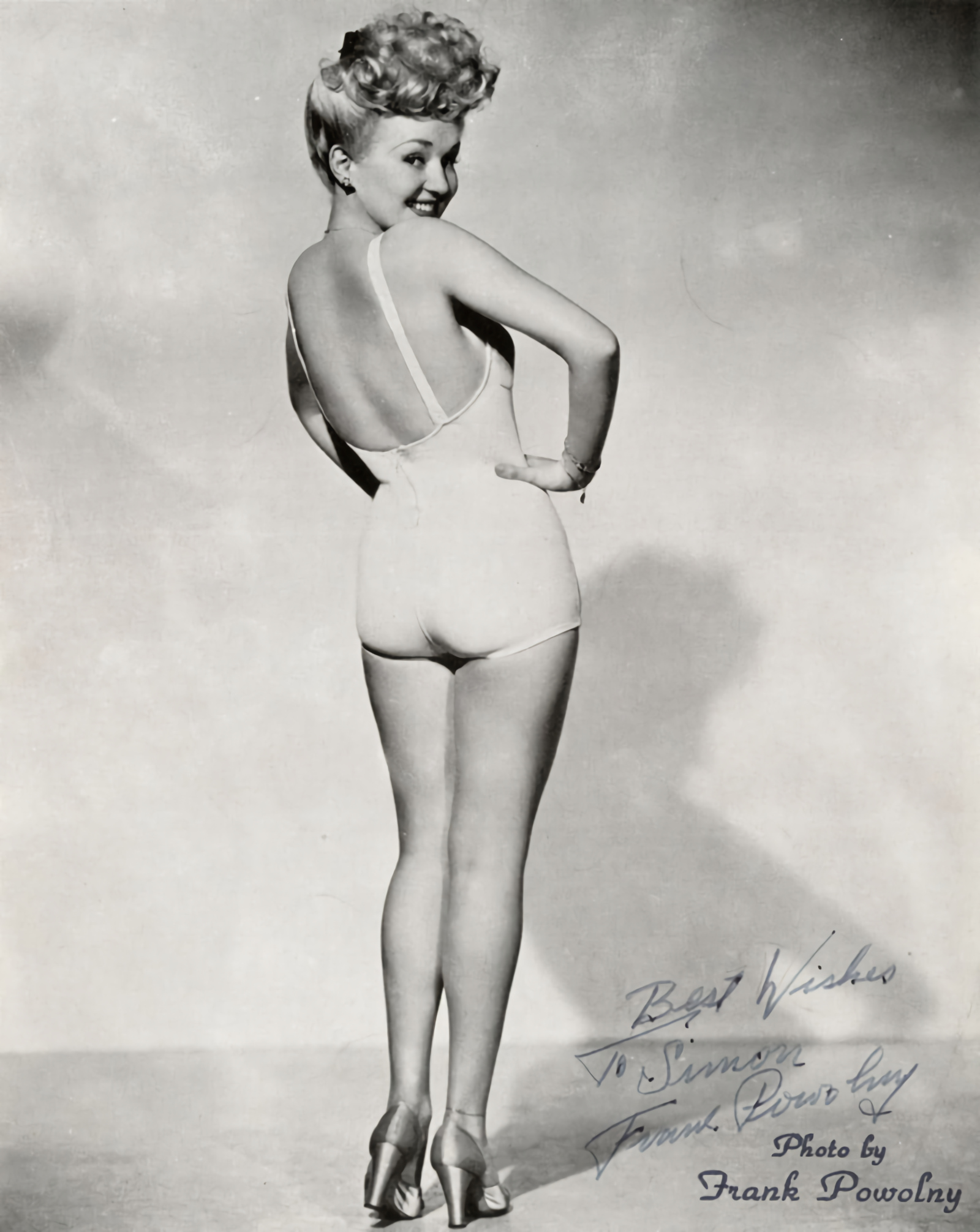
A icônica pose de Grable, olhando por cima do ombro em 1943, foi um best-seller da Segunda Guerra Mundial, exibindo suas "Pernas de 1 milhão de dólares".

Em 1943, Grable colaborou com o fotógrafo Frank Powolny em uma sessão de fotos em estúdio para a promoção do filme Rosa, a Revoltosa. Durante a sessão, ela posou várias vezes usando um maiô apertado. Uma pose, em particular, mostrava suas costas voltadas para a câmera, enquanto ela sorria, olhando por cima do ombro direito. O motivo dessa pose foi o fato de Grable estar grávida de seu primeiro filho. A foto foi lançada como um pôster e se tornou a mais solicitada pelas tropas americanas no exterior. A fotografia de Grable vendeu milhões de cópias, ultrapassando a popularidade da famosa foto de Rita Hayworth de 1941.
O sucesso de Grable como uma "garota pin-up" impulsionou sua carreira como estrela de cinema. À medida que sua popularidade aumentava, o chefe da Fox, Darryl F. Zanuck, manifestou interesse em ampliar o alcance de sua atuação como atriz. Zanuck tentou, em várias ocasiões, lançá-la em filmes que desafiavam suas habilidades de interpretação, apesar da resistência de Grable, que se sentia insegura quanto ao seu talento e preferia estrelar musicais.
Zanuck cedeu ao pedido de Grable, e como resultado, o estúdio preparou um filme chamado Pin Up Girl para ela. O filme a retratava como anfitriã de uma cantina da United Service Organizations, que também fornecia entretenimento para as tropas durante seu tempo lá. O musical utilizou sua famosa fotografia pin-up em várias cenas, o que ajudou a aumentar as vendas da foto. Muitas das cenas subsequentes do filme precisaram ser reescritas para esconder a gravidez de Grable. Pin Up Girl foi coestrelado pelos comediantes Martha Raye e Joe E. Brown e lançado em abril de 1944, com enorme sucesso nas bilheteiras.  Os críticos, no entanto, não gostaram do filme. A Variety escreveu que o filme "não faz pretensões de ultra-realismo", mas o descreveu como "muito gostoso e agradável".
Após um tempo para dar à luz sua filha, Grable retornou à Fox para estrelar Diamond Horseshoe (1945), de George Seaton, ao lado de Dick Haymes e Phil Silvers. Embora o filme tenha arrecadado mais de US$ 3 milhões nas bilheteiras, ele não foi um grande sucesso financeiro devido aos seus altos custos de produção. As Irmãs Dolly (1945), seu próximo filme, uniu-a com a estreante June Haver, uma atriz que a Fox estava promovendo como sua sucessora. Embora a imprensa tenha sugerido uma rivalidade nos bastidores entre as duas atrizes, ambas negaram, alegando serem boas amigas. As Irmãs Dolly arrecadou mais de US$ 4 milhões nas bilheteiras e foi o segundo longa-metragem com maior lucro da Fox naquele ano, atrás apenas de Amar Foi Minha Ruína.

## Vida pessoal e morte
Betty Grable foi casada duas vezes. Primeiro, com o ex-ator infantil Jackie Coogan, em 1937. A relação durou até 1939.
Em 1943, Betty se casou com o trompetista Harry James, mas, alguns anos depois, o casamento tornou-se um pesadelo repleto de escândalos. O casal teve duas filhas, Victoria e Jessica. James era alcoólatra e viciado em jogos de azar, o que fez com que Grable também se tornasse dependente de bebidas alcoólicas e corridas de cavalos. Juntos, desperdiçaram mais de 5 milhões de dólares e quase arruinaram a família. James também foi acusado de ser um pai ausente e irresponsável, que minou o respeito próprio de sua esposa com relações extraconjugais e suas dívidas de jogo. Em 1965, o casal se divorciou.
Após o divórcio, Grable iniciou um relacionamento com o dançarino Bob Remick, vários anos mais jovem, com quem permaneceu até sua morte, em 1973.
A atriz morreu de câncer de pulmão em 1973, aos 56 anos. Ela está sepultada no Inglewood Park Cemetery, em Inglewood, Condado de Los Angeles, Califórnia.

## Legado

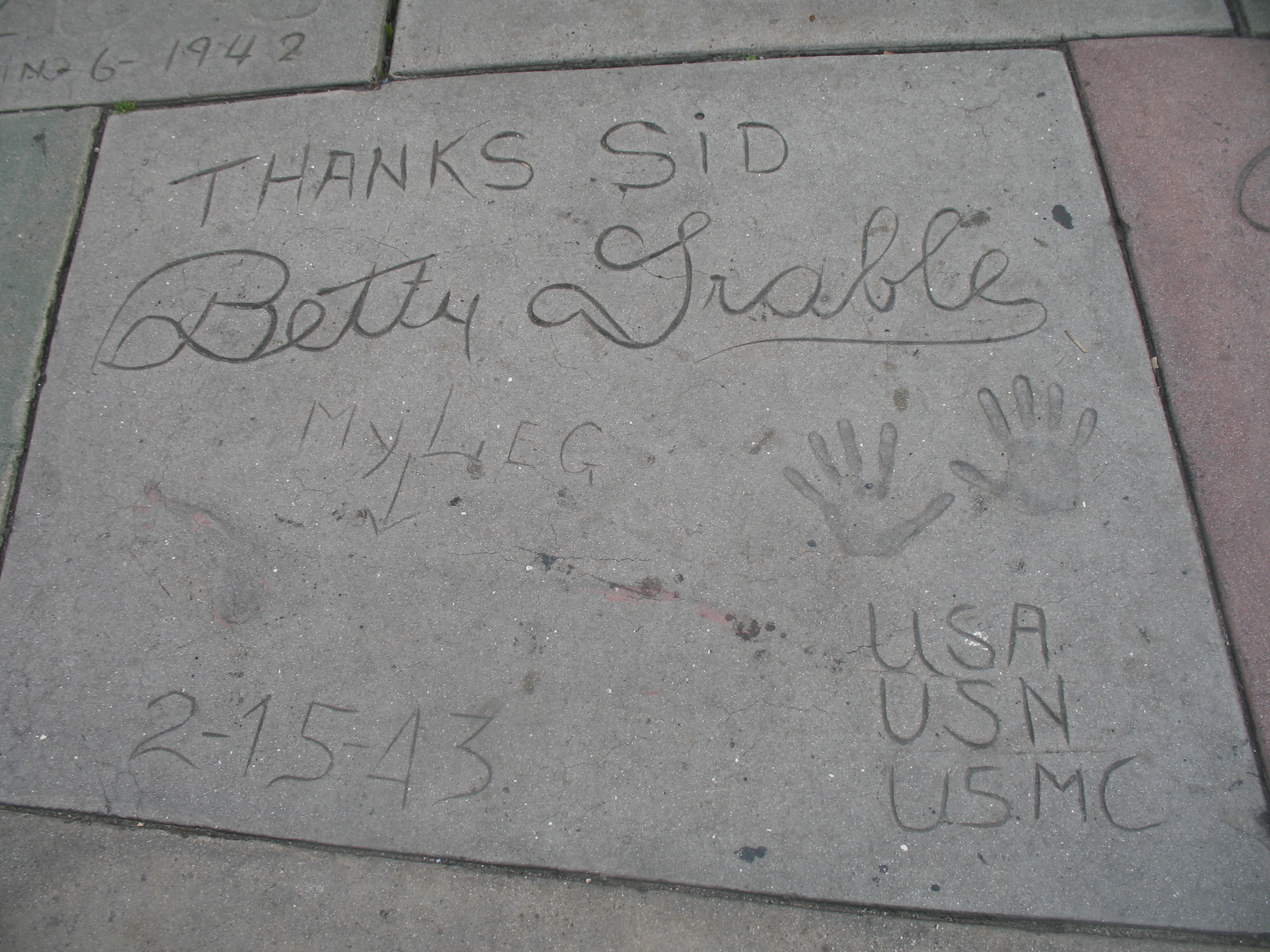
Pegadas, assinatura e marca das pernas de Betty Grable no pátio do Grauman's Chinese Theatre.

Betty Grable "foi talvez a mulher mais desejada durante uma década crucial na história americana", disse o Turner Classic Movies. Ela apareceu em vários filmes de grande sucesso musical nos anos 1940, e era conhecida por vários apelidos durante seu auge, incluindo: "A menina com as pernas de um milhão de dólares" (por ter seguro das suas pernas no valor de US$ 1 milhão cada no Lloyd's of London), "A rainha do musical de Hollywood", e "A querida dos anos 40".
A sua foto em traje de banho, olhando para trás por sobre o ombro direito, transformou-a na maior das pin-ups durante a Segunda Guerra Mundial e consequentemente da década de 1940. A imagem foi posteriormente incluída numa lista compilada pela revista Life, "100 Photographs that Changed the World" (As 100 Fotos que Mudaram o Mundo). Grable foi uma das seguidoras do mito do sensualismo explosivo, iniciado por Mae West e seguido depois por Marilyn Monroe. A imagem de Monroe era a idealização da 20th Century-Fox, que desejava uma atriz loira, resistente e esperta, para que pudesse substituí-la no estúdio. Grable também serviu de inspiração para Hugh Hefner fundar a revista Playboy. A boneca Barbie, criada na década de 1950, teve como inspiração Betty Grable.
Ela também serviu de inspiração para o episódio intitulado "Lisa the Beauty Queen", da quarta temporada de Os Simpsons, no qual os personagens da série recriam imagens históricas. Nesse episódio, Bart imita a pose icônica de Betty Grable.
Em 8 de fevereiro de 1960, ela foi homenageada com uma estrela na Calçada da Fama de Hollywood. E em 2009, foi introduzida no Hall of Fame do Missouri.

## Filmografia
Todos os títulos em Português dos filmes estrangeiros referem-se a exibições no Brasil.
| Ano  | Filme / Série                | Papel                                     | Nota                                            |
| ---- | ---------------------------- | ----------------------------------------- | ----------------------------------------------- |
| 1929 | Dias Felizes                 |                                           | Participação (como Corista)                     |
| 1930 | A Caminho de Hollywood       |                                           | Participação (como Corista)                     |
| 1930 | Follies de 1930              |                                           | Participação (como Corista)                     |
| 1930 | Whoopee!                     |                                           | Participação (como Corista)                     |
| 1931 | Kiki                         |                                           | Participação (como Corista)                     |
| 1931 | Crashing Hollywood           |                                           | Curta-metragem                                  |
| 1931 | Ex-Sweeties                  |                                           | Curta-metragem                                  |
| 1931 | O Homem do Outro Mundo       |                                           | Participação (como Corista)                     |
| 1931 | Once a Hero                  |                                           | Curta-metragem                                  |
| 1932 | Cortesãs Modernas            |                                           | (não creditado)                                 |
| 1932 | Lady! Please!                |                                           | Curta-metragem (não creditado)                  |
| 1932 | Probation                    | Ruth                                      |                                                 |
| 1932 | The Flirty Sleepwalker       |                                           | Curta-metragem                                  |
| 1932 | Hollywood Lights             |                                           | Curta-metragem                                  |
| 1932 | The Age of Consent           |                                           | Participação (como estudante no dormitório)     |
| 1932 | Hold 'Em Jail                | Bárbara                                   |                                                 |
| 1932 | Loja de Novidades            |                                           | Curta-metragem                                  |
| 1932 | Meu Boi Morreu               |                                           | Participação (como Corista)                     |
| 1933 | Cavalcade                    |                                           | Participação (não-confirmado) / (não creditado) |
| 1933 | Anjo de New York             | Lucy                                      |                                                 |
| 1933 | Cruzeiro dos Amores          |                                           | Primeiro Aeromoça (sem créditos)                |
| 1933 | O Preço da Inocência         | Beverly Bennett                           |                                                 |
| 1933 | The Sweetheart of Sigma Chi  |                                           | Cantora de banda com Ted Fio Rito               |
| 1933 | Air Tonic                    | Ela mesma                                 | Curta-metragem                                  |
| 1934 | School for Romance           | Estudante                                 | Curta-metragem                                  |
| 1934 | Love Detectives              | Alice                                     | Curta-metragem                                  |
| 1934 | Elmer Steps Out              |                                           | Curta-metragem                                  |
| 1934 | Business Is a Pleasure       |                                           | Curta-metragem                                  |
| 1934 | Susie's Affairs              | Susie Lee                                 | Curta-metragem                                  |
| 1934 | Folias de Estudante          | Cayenne                                   | (sem créditos)                                  |
| 1934 | A Alegre Divorciada          | Dançarina                                 |                                                 |
| 1934 | By Your Leave                | Frances                                   |                                                 |
| 1934 | Ferry-Go-Round               | Betty                                     | Curta-metragem                                  |
| 1935 | This Band Age                | Betty (cantora da Banda)                  |                                                 |
| 1935 | Na Pista da Viúva            | Mary Roberts                              |                                                 |
| 1935 | The Spirit of 1976           |                                           | Curta-metragem                                  |
| 1935 | A Night at the Biltmore Bowl | Vocalista                                 |                                                 |
| 1935 | Drawing Rumors               |                                           | Curta-metragem                                  |
| 1935 | No Rítmo do Jazz             | Sylvia                                    |                                                 |
| 1935 | A Quiet Fourth               |                                           | Curta-metragem                                  |
| 1936 | Colégio do Sapequismo        | Dorothy                                   |                                                 |
| 1936 | Nas Águas da Esquadra        | Cantora do trio                           |                                                 |
| 1936 | Os Reincidentes              | Mildred Webster                           |                                                 |
| 1936 | Loucuras de Estudantes       | Laura Watson                              |                                                 |
| 1937 | Amor Entre Bastidores        | Jane Morrow                               |                                                 |
| 1937 | Uma Só Vez na Vida           | Gwen                                      |                                                 |
| 1938 | Jazz Academia                | Betty                                     |                                                 |
| 1938 | Quero um Marido              | Nancy Larkin                              |                                                 |
| 1938 | Caloura entre Calouros       | Joyce Gilmore                             |                                                 |
| 1939 | O Terror dos Maridos         | Susan Hayes                               |                                                 |
| 1939 | Ela Prefere os Atletas       | Carol Parker                              |                                                 |
| 1939 | Na Reta de Chegada           | Ina Firpo                                 |                                                 |
| 1940 | Serenata Tropical            | Glenda Crawford                           |                                                 |
| 1940 | A Vida é uma Canção          | Lily Blane                                |                                                 |
| 1941 | Sob o Luar de Miami          | Kay Latimer                               |                                                 |
| 1941 | Um Yankee na R.A.F.          | Carol Brown                               |                                                 |
| 1941 | Quem Matou Vicki?            | Jill Lynn                                 |                                                 |
| 1942 | A Canção do Havaí            | Eileen O'Brien                            |                                                 |
| 1942 | Rapsódia da Ribalta          | Pat Lambert                               |                                                 |
| 1942 | Minha Secretária Brasileira  | Vicky Lane                                |                                                 |
| 1943 | Turbilhão                    | Kate Farley                               |                                                 |
| 1943 | Rosa, A Revoltosa            | Madeleine 'Madge' Marlowe / Rosie O'Grady |                                                 |
| 1944 | Quatro Moças num Jipe        | Ela mesma                                 |                                                 |
| 1944 | A Preferida                  | Lorry Jones como Laura Lorraine           |                                                 |
| 1945 | Diamond Horseshoe            | Bonnie Collins                            |                                                 |
| 1945 | As Irmãs Dolly               | Yansci 'Jenny' Dolly                      |                                                 |
| 1946 | A Professora Se Diverte      |                                           | (sem créditos)                                  |
| 1947 | Sua Alteza, a Secretária     | Cynthia Pilgrim                           |                                                 |
| 1947 | ...E os Anos Passaram        | Mãe                                       |                                                 |
| 1948 | A Condessa Se Rende          | Francesca / Angelina                      |                                                 |
| 1948 | Quando o Amor Sorri          | Bonny Kane                                |                                                 |
| 1949 | Esta Loira é um Demônio      | Freddie                                   |                                                 |
| 1950 | Noiva que não Beija          | Ruby Summers                              |                                                 |
| 1950 | A Cegonha Demora-se          | Kitty Moran                               |                                                 |
| 1951 | Minha Cara Metade            | Kay Hudson                                |                                                 |
| 1951 | Ao Cair do Pano              | Delilah Lee                               |                                                 |
| 1953 | The Farmer Takes a Wife      | Molly Larkins                             |                                                 |
| 1953 | Como Agarrar um Milionário   | Loco Dempsey                              |                                                 |
| 1955 | Aposenta-se um Marido        | Julie Lowndes                             |                                                 |
| 1955 | Como Usar as Curvas          | Stormy Tornado                            |                                                 |